# جاك هارينجتون
جاك هارينجتون (بالإنجليزية: Jack Harrington)‏ هو لاعب كرة قدم أسترالية أسترالي، ولد في 26 يونيو 1930، وتوفي في 11 ديسمبر 2014.

## وصلات خارجية
- جاك هارينجتون على موقع AustralianFootball.com (الإنجليزية)
- جاك هارينجتون على موقع AFLtables.com (الإنجليزية)